# Capilla de las Ánimas
La Capilla de las Ánimas es un pequeño edificio religioso católico neogótico situado en el casco antiguo de la ciudad española de Pontevedra, en la calle Ánimas, cerca de la plaza de Curros Enríquez y contigua al Edificio Varela.

## Historia
La capilla se ubica en una pequeña parte del solar donde se encontraba el antiguo hospital de Pontevedra, que funcionó desde el siglo XV con el nombre de Corpus Christi y posteriormente San Juan de Dios, orden que lo regentaba.
Este hospital contaba con un cementerio, una iglesia y un altar para las almas del purgatorio. El complejo fue demolido en 1896 cuando se construyó el nuevo hospital de la ciudad, el Hospital Provincial de Pontevedra. Ante la pérdida de esta referencia espiritual centenaria, los vecinos decidieron solicitar el 25 de julio de 1897 la construcción de una pequeña capilla donde continuar con la tradición de sus antepasados. Así, bajo la presión vecinal, y gracias a un grupo de vecinos, que asumieron la iniciativa por su propia cuenta, se construyó en 1898, después de su aprobación por parte del ayuntamiento el 15 de marzo de ese año, esta pequeña capilla neogótica.
El Ayuntamiento de Pontevedra asumió la responsabilidad de la obra y decidió colocar una placa en su interior con los nombres de las personas que, mediante su contribución económica, financiaron la capilla, entre ellos el Marqués de Riestra José Riestra López, Aquilino García, Luis Sobrino, Celestino Reguera, Fernando Campo y Pedro Martínez.

## Descripción
La capilla está dedicada a las almas del purgatorio por las que se ofrecen limosnas para su salvación, a fin de que alcancen la felicidad en el cielo.
La fachada de la capilla, de estilo neogótico y pequeñas dimensiones, está situada entre medianeras. Tiene una puerta con arco apuntado, acompañada de dos ventanas con arcos apuntados a cada lado.
Sobre la puerta de entrada hay un pequeño vano en forma de trébol de cuatro hojas enmarcado por un círculo, que representa una cruz lobulada. En la parte superior, la capilla está coronada por una cruz dentro de un círculo.
En el interior hay un retablo de madera policromada de dos niveles con un total de seis figuras, representadas entre llamas, siendo las centrales un obispo y un rey.

## Galería de imágenes

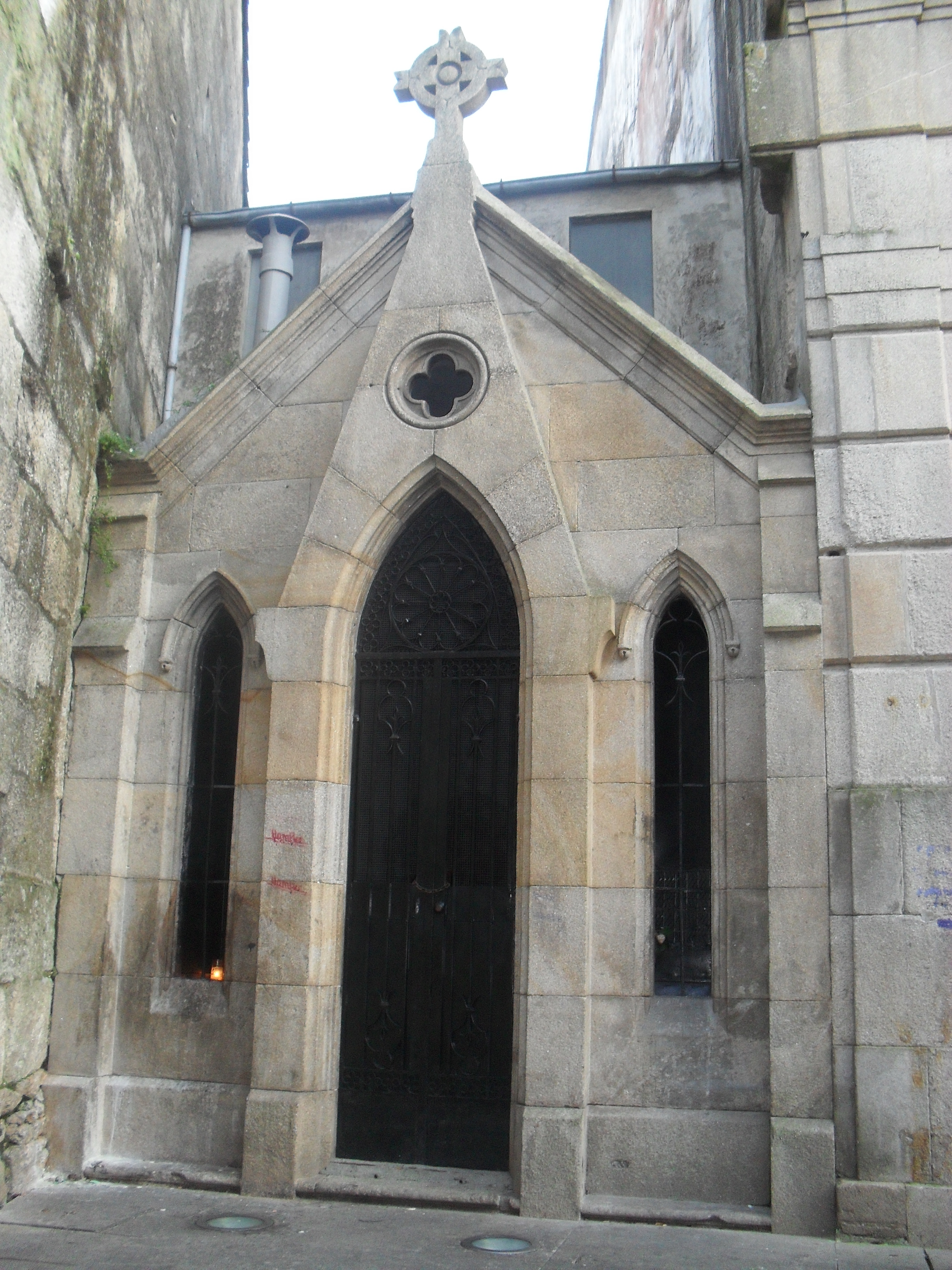
Fachada de la capilla
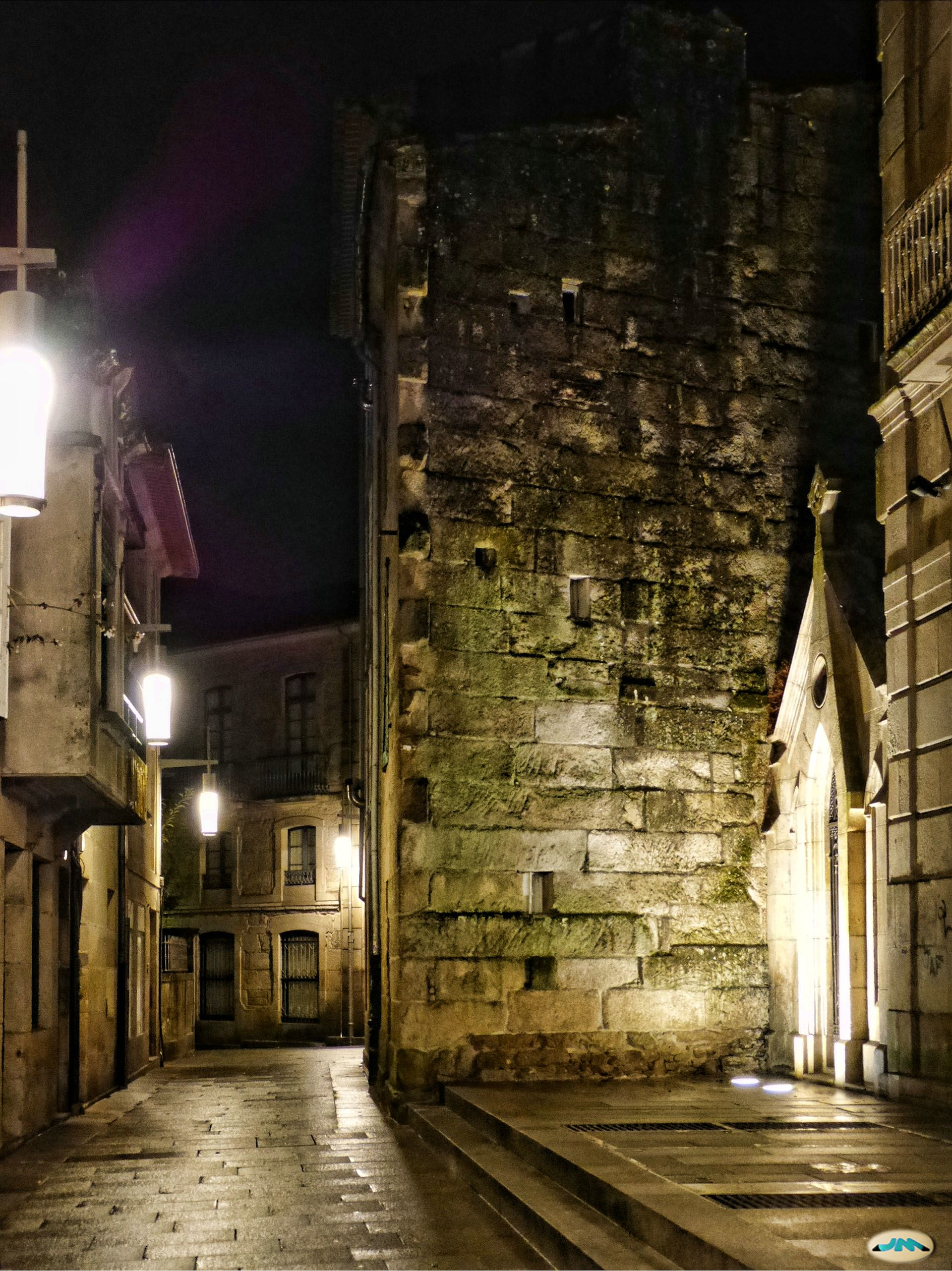
La capilla en la calle Ánimas